# Violonist

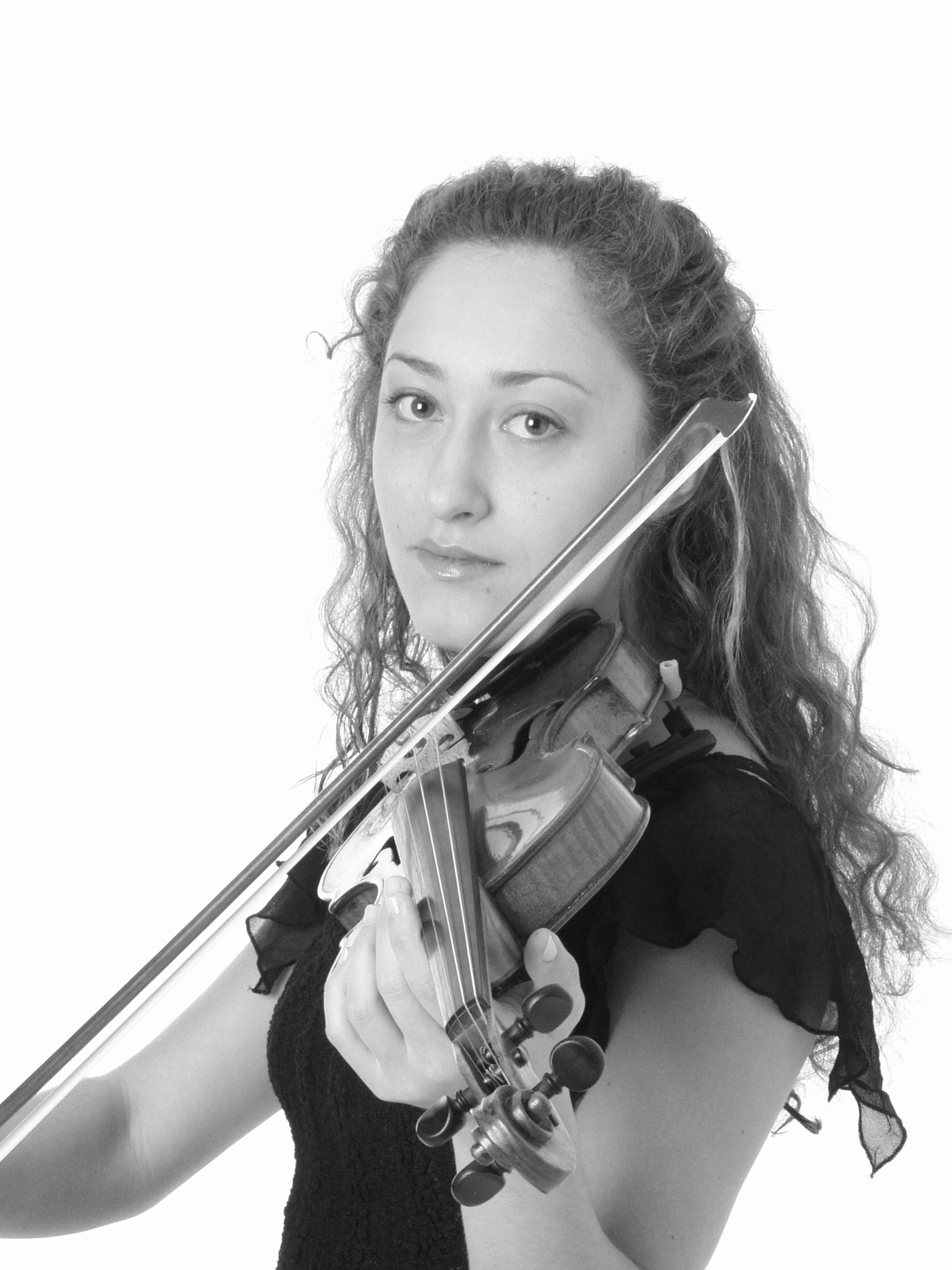
Violonistă

Violonistul este un muzicant care cântă la vioară.
Printre violoniștii renumiți se numără:
- Niccolò Paganini
- Ludwig Abel
- David Garrett
- Joseph Achron
- Tomaso Albinoni
- Antonio Salieri
- Stéphane Grappelli
- Ion Voicu
- Grigore Cugler
- Jancsi Rigó